# Stadtrainsee

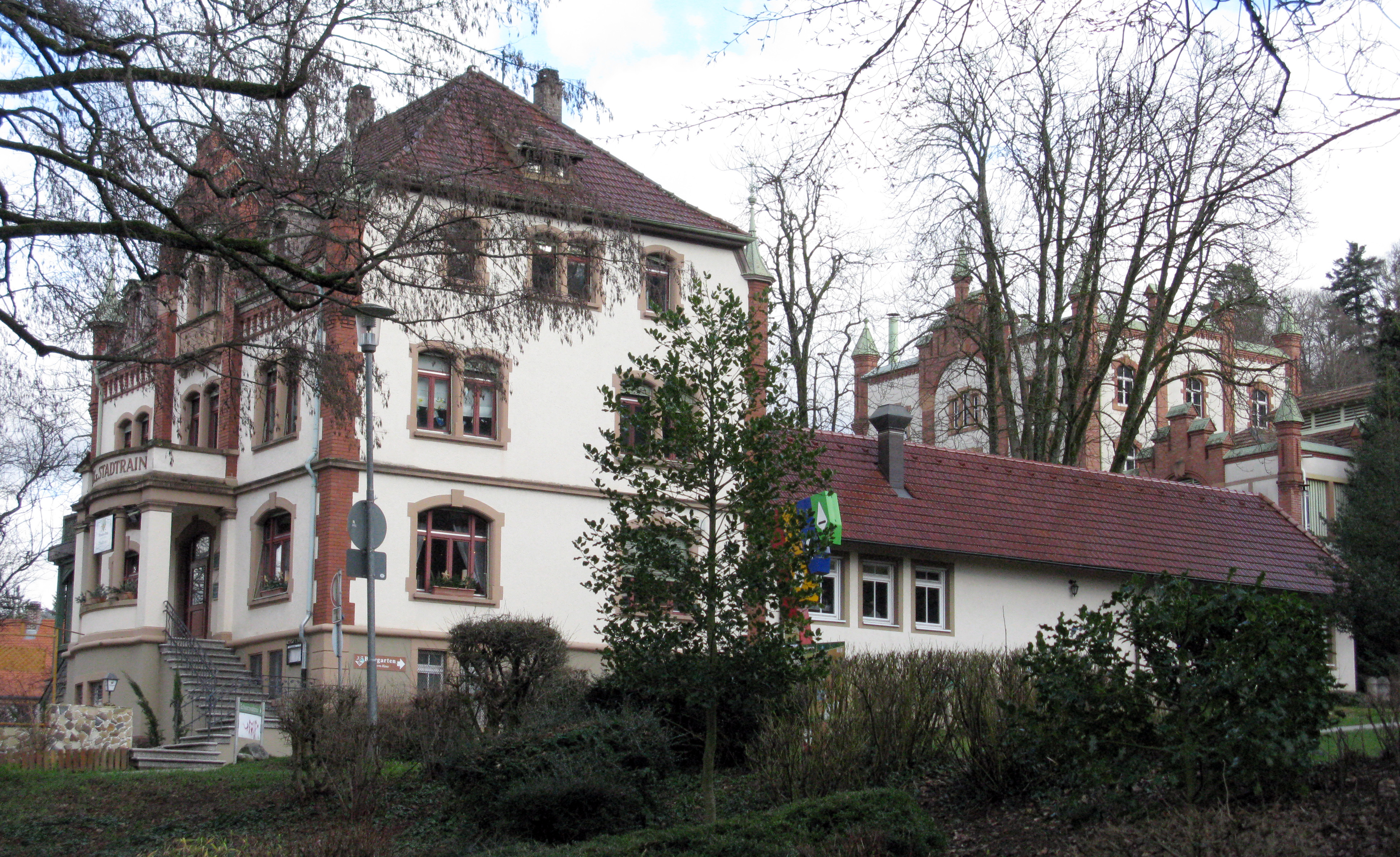
Hirschenbrauerei mit Gasthaus zum Stadtrain

Der Stadtrainsee ist ein kleiner See (etwa 100 Meter lang, 30 Meter breit und an der tiefsten Stelle etwa 4,50 Meter tief) in Waldkirch bei Freiburg. Der See liegt am Fuß des Hugenwaldes im Naturpark Südschwarzwald. Er entstand aus dem ehemaligen Eisweiher einer Brauerei.
Der See mit Parkanlage wird als Naherholungsgebiet genutzt.